# Народно читалище „Селска пробуда – 1896“
Народно читалище „Селска пробуда – 1896“ е читалище в село Градина, община Първомай, област Пловдив.

## История
Читалището е създадено през 1896 г. от учители в селото. Същата година се създава първата театрална трупа, както и първата сбирка от книги, която се предоставя за четене на населението. В първите години от създаването си то се помещава в дюкяна на Манола Пеев, впоследствие – в училище, където се провеждат театралните репетиции и постановки и се организират литературни четения. В собствена сграда читалището влиза през 1964 година. В сградата на читалището е отделено помещение за библиотеката, която разполага с около 10 000 тома библиотечни документи и обслужва над 650 потребители. От 2011 г. библиотеката е част от програмата „Глобални библиотеки България“, благодарение, на която предоставя за ползване 4 компютъра, извършва активна обучителна и информационна дейност
От 1964 до 1989 година в читалището работят драматичен състав, певчески групи, танцови състави, естрадно-сатиричен състав, музикални школи. След 1990 г. функционират танцови състави за деца и възрастни, детска певческа школа, женска певческа група, естрадно – сатиричен състав. Групите са лауреати и носители на златни и сребърни медали от фолклорни събори и фестивали. След 1990 г. Читалището организира и провежда Бабинден, Ден на Християнското семейство, Трифон Зарезан с възстановка на обичаите. Благодарение на него е възродена и традицията за празнуване на Великден на площада.
През годините носи последователно имената „Селска пробуда“, „Никола Вапцаров“, „Д-р Петър Генов“. От 1990 година възвръща първото си име „Селска пробуда“, което носи и до днес.